# Dirk Roofthooft
Dirk Roofthooft (Antwerpen, 1959) is een Belgische acteur.

## Biografie
Sinds het afronden van zijn theateropleiding (1981) werkt Dirk Roofthooft met toneelregisseurs, choreografen en musici zoals Jan Fabre, Jan Lauwers/Needcompany, Luk Perceval, Ivo van Hove, Theu Boermans, Jan Ritsema, Josse De Pauw, Peter Vermeersch, Wim Vandekeybus, Ron Vawter (The Wooster Group), Zita Swoon, the London Symphonietta, de jazzlegende Henry Threadgill (opening Salzburger Festspiele ’98), Guy Cassiers en de operaregisseur Peter Sellars. Hij treedt op over heel de wereld in het Nederlands, in het Frans, Spaans, Duits, Engels en in sommige gevallen in het Catalaans.
Als tv-acteur is Dirk Roofthooft vooral bekend als Jean-Claude Delcorps uit Clan waarvoor hij tijdens de Nacht van de Vlaamse Televisie Sterren 2012 gelauwerd werd als Beste Acteur van het voorbije jaar. Andere bekende rollen van hem zijn die van Willem Deweerdt in de dramareeks Zuidflank en die van Pietje de Leugenaar in Terug naar Oosterdonk, een televisieserie van Frank Van Passel. In 2019 speelde hij in de telefilm Karman van Maurice de Bruijne. De film was o.a. te zien op het Nederlands Film Festival en op NPO3.
In 2010 verzorgde hij stem (en beeld) bij de gedichten op het Brugse poëziefestival "poëzie in dubbeltijd" dat opgezet werd door Gwij Mandelinck.
Dirk Roofthooft, die ook zijn strepen verdiende op het podium, is momenteel al 14 jaar aan het toeren met "Bezonken Rood", een bewerking van Jeroen Brouwers' gelijknamige roman, op tal van internationale theaterfestivals. Muziek speelt ook altijd een rol in zijn stukken zoals bv. in: The Brodsky Concerts (2011), met pianist Kris Defoort of in De Waterafsluiter (2013) met saxofonist Piet Rebel en drummer Diederik De Cock.
In 2019 werkte hij mee aan 'Memento Mori! !iroM otnemeM', de eerste theatervoorstelling van beeldende kunstenares Els Dietvorst. Deze voorstelling bestond uit twee monologen. De eerste tekst, 'Ik ga naar mijn kippen', werd vertolkt door Roofthooft. De tweede tekst, 'Drijfhout', werd vertolkt door Aurelie Di Marino. De regie was van Esther Severi en het stuk werd geproduceerd door Kaaitheater Brussel. Het stuk werd vertoond in de Kaaistudio's in Brussel en deSingel in Antwerpen, naast culturele centra zoals CC De Grote Post in Oostende en 30CC in Leuven. Eind

## Eerbetoon
Dirk Roofthooft won over de jaren heen verschillende film- en toneelprijzen, zowel in binnen- als buitenland. In 1996 ontving Dirk Roofthooft de Thaliaprijs, voor de Vlaamse theaterpersoonlijkheid van het jaar. In 2007 won hij de Louis d'Or voor zijn hoofdrol in het stuk Mefisto Forever van Guy Cassiers en Tom Lanoye bij Het Toneelhuis. Hij kreeg de Joseph Plateauprijs voor beste Belgische filmacteur in 1998 (Hombres Complicados) en 2001 (Pleure pas Germaine).

## Podiumproducties[5]
- 2019 - “Memento Mori! !Irom Otnemem” - productie van Kaaitheater. Regie Els Dietvorst. Met Aurelie Di Marion.[6]

- 2019 - “The Valley (An Apocalypse) / De Vallei (een apocalyps)” - productie van Muziektheater Transparant. Dramaturgie Tobias Kokkelmans. Decor & concept: Hans Op De Beeck. Co-productie Tandem asbl, Perpodium, deSingel, Zeeland Nazomer Festival, Bl!ndman, RomaEuropa Festival.[7]
- 2015 - “Lettre à D. - Histoire d’un Amour / Brief aan D.” - productie van Théâtre National de la Communauté Française. Regie Coline Struyf. Producent Toneelhuis, Maison de la Culture Tournai, Théâtre de Namur.[8]
- 2014 - “Escorial” - productie van Muziektheater Transparant. Regie Josse De Pauw. Met Gilles De Schryver, Nordine Benchorf, Sam Louwyck, Louis van der Waal. Co-productie deSingel, Opéra de Lille, Zeeland Nazomer Festival, Klarafestival, Collegium Vocale.[9]
- 2012 - “De Waterafsluiter” - productie van Muziektheater Transparant. Regie Diederik De Cock. Co-productie deSingel en Les Théâtres de la Ville de Luxembourg.[10]
- 2010 - “De Kunst der Vermakelijkheid / The Art of Entertainment” - productie van Needcompany en Burgtheater. Regie Jan Lauwers. Met oa. Grace Ellen Barkey, Viviane De Muynck, Michael König.[11]
- 2010 - “The Brodsky Concerts” - productie van LOD. Dramaturgie en spel Dirk Roofthooft. Muziek Kris Defoort. Co-productie deSingel, Les Théâtres de la Ville de Luxembourg, Centre de recherches et formations musicales de Wallonie.[12]
- 2009 - “De Dienaar van de Schoonheid” - productie van Jan Fabre - Troubleyn. Regie Jan Fabre. Co-productie deSingel, Düsseldorfer Schauspielhaus, Chaillot - Théâtre National de la Danse.[13]
- 2008 - “House of the Sleeping Beauties” - productie van Toneelhuis, De Munt/La Monnaie, LOD. Regie Guy Cassiers. Met Katelijne Verbeke, Asko/Schönberg Ensemble. Co-productie La Filature, Les Théâtres de la Ville de Luxembourg, Rotterdamse Schouwburg, Festival Musica.[14]
- 2006 - “Mefisto Forever” - productie van Toneelhuis. Regie Guy Cassiers. Met oa. Josse De Pauw, Gilda De Bal, Vic De Wachter, Katelijne Damen, Abke Haring, Marc Van Eeghem.[15]
- 2006 - “RUHE” - productie van Muziektheater Transparant. Regie Josse De Pauw. Met Collegium Vocale. Co-productie Kunstenfestivaldesarts, Zeeland Nazomer Festival.[16]
- 2005 - “De Koning van het Plagiaat / Le Roi du Plagiat” - productie van Théâtre de la Bastille. Regie Jan Fabre. Co-productie deSingel, Festival d’Avignon, Bonlieu Scène National, Espace Malraux - Scène Nationale de Chambéry et de la Savoie, Comédie de Valance.[17]
- 2004 - “Bezonken Rood” - productie van Ro Theater. Regie Guy Cassiers. Naar Jeroen Brouwers. Co-productie Toneelhuis.[18]
- 2003 - “Enoch Arden” - productie van Muziektheater Transparant. Regie Dirk Roofthooft. Met Guy Vandromme. Co-productie Zeeland Nazomer Festival en Festival Van Vlaanderen Brussel.[19]
- 2003 - “Pipelines, A Construction” - productie van Kaaitheater, Wiener Festwochen. Van Jan Ritsema, Bojana Cvejić. Met Mette Ingvartsen.[20]
- 2003 - “Licht aan! A.U.B.” - productie van Villanella. Regie Hanneke Pauwe. Met oa. Frederik Imbo, Viviane De Muynck, Peter Van den Begin, Wim Opbrouck.[21]
- 2001 - “Richard II” - productie van Koninklijke Vlaamse Schouwburg - KVS. Regie Paul Peyskens. Met oa. Pepijn Caudron, Katrien De Ruysscher, Steve Geerts, Simone Milsdochter, Marc Van Eeghem, Katelijne Verbeke.[22]
- 2001 - “Brick Blues” - productie van Garifuna. Met Roland Van Campenhout.[23]
- 2001 - “Kwartet” - productie van Koninklijke Vlaamse Schouwburg - KVS. Regie Dirk Roofthooft. Met Katrien De Ruysscher, Steve Geerts.[24]
- 2001 - “Je Suis Sang” - productie van Jan Fabre - Troubleyn. Regie Jan Fabre. Met oa. Lisbeth Gruwez, Dag Taeldeman, Maarten Van Cauwenberghe. Co-productie deSingel, Festival d’Avignon.[25]
- 2001 - “SS” - productie van Het Net. Regie Josse De Pauw, Tom Jansen. Met oa. Carly Wijs. Co-producent Brugge 2002.[26]
- 2000 - “Übung” - productie van Campo Victoria. Regie Josse De Pauw. Met oa. Carly Wijs, Lies Pauwels, Els Pynoo. Co-productie Het Net.[27]
- 1999 - “Larf” - productie van Campo Victoria. Regie Josse De Pauw. Met Tom Jansen, Roland Van Campenhout. Co-productie Brussel 2000, Kunstencentrum Vooruit.[28]
- 1999 - “Needcompany’s King Lear” - productie van Needcompany. Regie Jan Lauwers. Met oa. Grace Ellen Barkey, Tom Jansen. Co-productie Kaaitheater, Théâtre de la Ville, Brussel 2000, Deutsches Schauspielhaus Hamburg.[29]
- 1998 - “Caligula. No beauty for me there where human life is rare, part I” - productie van Needcompany. Regie Jan Lauwers. Met oa. Grace Ellen Barkey, Viviane De Muynck.[30]
- 1997 - “Suzanna Andler” - productie van De Onderneming. Met oa. Tom Van Dyck.[31]
- 1996 - “Walcott Songs” - productie van Laagland. Met Henry Threadgill. Co-productie Kunstencentrum Vooruit, Banlieues Bleues, Muziektheater Transparant.[19]
- 1995 - “De Wijze van Zaal 7” - productie van Laagland. Regie Tom Jansen. Co-productie Kunstencentrum Vooruit.[32]
- 1994 - “Saudade” - productie van LOD. Regie Goele Derick.[33]

- 1994 - “L’Empereur de la Perte / De Keizer van het Verlies” - productie van Jan Fabre - Troubleyn. Regie Jan Fabre. Co-productie deSingel, Comédie de Valence, Espace Malraux - Scène Nationale de Chambéry et de la Savoie, Festival d’Avignon, Bonlieu Scène Nationale.[34]
- 1994 - “Kopnaad” - productie van Kaaitheater. Regie Jan Ritsema. Met oa. Gène Bervoets.[35]
- 1993 - “Philoktetes-variaties” - productie van Kaaitheater, Holland Festival. Regie Jan Ritsema. Met oa. Viviane De Muynck.[36]
- 1992 - “Het Liegen in Ontbinding” - productie van Kaaitheater. Regie Guy Cassiers. Met Carly Wijs.[37]
- 1992 - “Her Body Doesn’t Fit Her Soul” - productie van Ultima Vez. Regie Wim Vandekeybus. Co-productie Koninklijke Vlaamse Schouwburg - KVS, Theater Der Welt, Théâtre de la Ville, Sommerszene Festival.[38][39]
- 1991 - “De Opdracht” - productie van Kaaitheater. Regie Jan Ritsema. Met oa. Dries Wieme. Van Heiner Müller. Co-productie Felix Meritus.[40]
- 1991 - “De Huisbewaarder” - productie van Theater Zuidpool. Regie Martine Boni. Met oa. Dries Wieme.[41]
- 1991 - “Polaroid” - productie van Oud Huis Stekelbees. Regie Guy Cassiers. Met oa. Hein Decaluwé.[42]
- 1990 - “Julius Caesar” - productie van Needcompany. Regie Jan Lauwers. Met Johan Leysen, Tom Jansen, Grace Ellen Barkey.[43]
- 1990 - “Invictos” - productie van Needcompany. Regie Jan Lauwers. Met oa. Tom Jansen, Grace Ellen Barkey.[44]
- 1989 - “Emiel” - productie van Kunstencentrum Vooruit. Regie Dirk Roofthooft.[45]
- 1989 - “Het Concert” - productie van theaterMalpertuis. Regie Dirk Buyse. Met Daan Hugaert, Marleen Merckx.[46]
- 1988 - “Platonov” - productie van Arca. Regie Jappe Claes. Met oa. Marc Van Eeghem, Vic De Wachter, Gilda De Bal, Carmen Jonckheere, Walter Moeremans, An Tuts.[47]
- 1988 - “Don Carlos” - productie van De Tijd. Regie Ivo Van Hove. Met oa. Bob De Moor, Els Olaerts, Johan Van Assche, Warre Borgmans, Damiaan De Schrijver, Manou Kersting, Ilse Uitterlinden, Ludo Busschots.[48]
- 1987 - “Het Koffiehuis” - productie van Noord Nederlands Toneel. Regie Pol Dehert, Herman Gilis. Met oa. Michel Van Dousselaere, Joop Wittermans.
- 1986 - “Mijnheer Halverwege” - productie van Koninklijke Vlaamse Schouwburg - KVS. Regie Achiel Van Malderen. Met oa. Mieke Bouve, Sien Eggers, Nand Buyl, Chris Lomme, Ben Van Ostade.
- 1986 - “Alpenrozentango” - productie van Arca. Regie Pol Dehert. Met oa. Katrien Devos, Carmen Jonckheere, Jappe Claes, Martine Jonckheere.
- 1985 - “Hora Est” - productie van Koninklijke Vlaamse Schouwburg - KVS. Regie Marc Bober. Met oa. Jef Burm, Ann Petersen, Mieke Bouve.
- 1985 - “Alles Liebe” - productie van Reizend Volkstheater. Regie Luk Perceval, Guy Joosten. Met oa. Marc Peeters, Dirk Van Dijck, Dimitri Dupont, Carry Goossens, Bob Snijers.
- 1984 - “Dantons Dood” - productie van Nederlands Toneel Gent. Regie Ulrich Greiff. Met oa. Hugo Van Den Berghe, Magda Cnudde, Chris Boni.
- 1984 - “De Vader” - productie van Nederlands Toneel Gent. Regie Ulrich Greiff. Met oa. Jef Demedts, Magda Cnudde, Chris Boni.
- 1984 - “Vrouwen van Troje” - productie van Nederlands Toneel Gent. Regie Stavros Doufexis. Met oa. Peter Marichael, Chris Boni, Loes Van Den Heuvel, Alida Neslo.
- 1984 - “De Chinese Muur” - productie van Nederlands Toneel Gent. Regie Walter Moeremans. Met oa. Peter Marichael, Nolle Versyp.
- 1983 - “Oom Wanja” - productie van Nederlands Toneel Gent. Regie Jean-Pierre De Decker. Met oa. Lieve Moorthamer, Nolle Versyp, Jef Demedts, Raf Reymen.
- 1983 - “Hamlet” - productie van Nederlands Toneel Gent. Regie Hugo Claus, Walter Moeremans, Frans Redant. Met oa. Jappe Claes, Nolle Versyp, Chris Boni.
- 1982 - “Veel Leven om Niets” - productie van Nederlands Toneel Gent. Regie Jean-Pierre De Decker. Met oa. Magda Cnudde, Jef Demedts, Peter Marichael.
- 1982 - “Justitiepaleis” - productie van Nederlands Toneel Gent. Regie Hugo Van Den Berghe. Met oa. Blanka Heirman, Nolle Versyp, Bob Van Der Veken.
- 1982 - “Klassevijand” - productie van Nederlands Toneel Gent. Regie Lucas Borkel, Hugo Van Den Berghe. Met oa. Peter Marichael, Jos Verbist, Jappe Claes.
- 1980 - “Operette” - productie van Herman Teirlinck Instituut. Regie François Beukelaers. Met oa. Ben Rottiers, Els Olaerts, Carl Ridders.
- 1980 - “De Ratten” - productie van Herman Teirlinck Instituut. Met oa. Hilde Van Mieghem, Luk Wyns, Ben Van Ostade.
- 1980 - “Arto Rex” - productie van Herman Teirlinck Instituut. Regie Alain Louafi. Met Ben Rottiers.
- 1980 - “Folkungersage” - productie van Herman Teirlinck Instituut. Regie Jean-Paul Franssens. Met oa. Hilde Van Mieghem, Mitta Van Der Maat, Loes Van Den Heuvel.
- 1977 - “De Zilvervloot” - productie van Herman Teirlinck Instituut. Regie John Link. Met oa. Ludo Busschots, Brit Alen, Ludo Hellinx.
- 1977 - “Othello” - Koninklijke Nederlandse Schouwburg. Regie Domien De Gruyter. Met oa. Ray Verhaeghe, Frank Aendenboom, Herbert Flack.

- Bibliothèque nationale de France: cb14697987p (data)
- Gemeinsame Normdatei: 1062198980
- International Standard Name Identifier: 0000 0000 5233 2972
- Library of Congress Control Number: nr2004017111
- MusicBrainz: 9a930885-7211-42cb-a893-7cbfb7ce51ea
- Nationale Bibliotheek van Tsjechië: pna2012736417
- Virtual International Authority File: 9795737
- WorldCat: E39PBJcRchyFcwVVvdh9PgPRKd